# 町田米軍機墜落事故
町田米軍機墜落事故（まちだべいぐんきついらくじこ）とは、1964年4月5日に発生、死者4名重軽傷者32名を出した航空事故である。

## 事故の経緯
同日嘉手納飛行場（嘉手納基地）から僚機と2機編隊で発進したアメリカ海軍の戦闘機（F8U-2 クルセイダージェット戦闘機）が定期飛行訓練のため厚木基地へ向かう途中で故障を起こし、午後4時28分頃に町田市繁華街の真っ只中「原町田1274番地(旧住所)」にある洋裁店をかねた民家に墜落した。墜落地周辺では衝撃及び火災が発生し民家7戸が全焼、7戸が半壊した。この事故により一般市民4名が死亡（3名は倒壊した民家に押しつぶされて圧死、1名は飛行機の破片を受けて即死）、32名の重軽傷者を出した。これら怪我人は、原町田病院、伊東病院、中央病院、国立相模原病院などへ搬送された。なお、乗員1名は墜落前にパラシュートで脱出し約2km離れた高ヶ坂団地に着地後、米軍病院に収容された。
墜落地は当時の原町田駅へと通じる繁華街の目抜き通りに隣接しており普段ならかなり人出がある場所だったが、想像されうるほどの甚大な被害には至らなかった。要因として以下のようなものが考えられる。
- 角度60で墜落した
- 長距離飛行のため、燃料が少なくなっていた
- ジェット機が空中分解しないでそのまま民家へ墜落した
- 当日この目抜き通りではガス管の埋設工事が行われて通行止めになっていたため人通りが普段よりかなり少なかった

墜落機は南南東の方向から墜落したと推測され、この事故の5か月後に起きた大和米軍機墜落事故のように、墜落後200m以上の滑走という事態が起こっていれば、町田市の中心部は甚大な被害を受けていただろうとは、当時の青山藤吉郎市長の談である。

## 消火活動・救助活動
- 当時の町田市、町田消防署消防隊および町田市消防団及び周辺住民が迅速な消火（事故発生から約40分後に鎮火）と救助作業を行った
- 町田だけでなく八王子、相模原など隣接消防署以外の各地からも消防団が駆けつけ、その数は総勢400名以上に達した。
- 町田市およびその他行政機関の迅速な作業により、生存者の救出や、現場の保全修復が滞りなく行われた。後年起きた米軍機墜落事故にみられた米軍による情報統制や現場介入といったことは行われなかった。

## 補償問題・行政の交渉と政府の動向
- 町田市は翌6日の午前8時から緊急市議会全員協議会を開き「今後かかる 事故を再び起こさぬよう万全の処置を望むとともに、罹災者に最大限の補償をされるよう要望する。」ことを決議。20日に市長、議長の連名で、在日米軍最高司令 官、米国大使、防衛庁及び外務省に対し「市民の生活と生命を守るため、事故絶減のため万全の措置 の要望、事故の損害を正しく評価し、被災者にただちに完全かつ充分なる補償と再起のため最大の援助をされるよう措置されること」の要請書を提出した。
- 4月9日国会衆議院本会議にて、防衛庁長官福田篤泰は補償について「従来百五十万という限度をホフマン方式を取り入れ大幅に増額したい旨」当時の大蔵省と交渉中であるとの発言をする。[2]　池田勇人総理大臣も「日米合同委員会においての飛行規制の検討と適正な措置と、被害者に対する十分な救済措置の検討」を繰り返し発言[3]

## エンジンの行方と現在
- 墜落機のエンジン引き上げは作業が予想外に難航したために断念され、墜落現場（現・原町田二丁目1-8）には今もなお、そのエンジンが地中深く埋まっているとされる。墜落現場は事故直後は被災者の仮設住宅が設けられた。2022年時点でマンション「イニシア町田」と「ジュネスさかえ」が建設されており、墜落現場であったことを示すものは見当たらない。

## その他
- 死者4名の遺体は現場近くにある勝楽寺に安置され合同で通夜が行われた。
- 墜落現場は、JR横浜線・町田駅（当時は国鉄・原町田駅）が小田急線寄りに移転（1980年）するまでは、名実ともに原町田の繁華街の一角であった。町田天満宮を目の前にし、後年小田急寄りの隣接地にはスーパーダイエーの関東一号店となる原町田店やエルムビル（レンブラントホテル東京町田、町田市立中央図書館が入居）が建設されるなど繁栄を誇っていたが、今は中心部の賑わいからは外れてしまっている。
- 36代合衆国大統領リンドン・ジョンソンによる弔問の覚書があったほか、厚木海軍航空司令官や厚木基地憲兵隊司令官、岩国基地司令官、在日米軍賠償部長などが即座に訪れ、陳謝を行った。

## 参考図書
- 昭和39年米軍機墜落事故災害誌（復刻版）町田市発行